# Montbrun (Lot)
Montbrun is een gemeente in het Franse departement Lot (regio Occitanie) en telt 114 inwoners (2009). De plaats maakt deel uit van het arrondissement Figeac.

## Geografie
De oppervlakte van Montbrun bedraagt 8,6 km², de bevolkingsdichtheid is dus 13,3 inwoners per km².
De onderstaande kaart toont de ligging van Montbrun (Lot) met de belangrijkste infrastructuur en aangrenzende gemeenten.

## Demografie
Onderstaande figuur toont het verloop van het inwonertal (bron: INSEE-tellingen).